# Amy Coney Barrett
Pour les articles homonymes, voir Barrett.
Amy Coney Barrett, née Amy Vivian Coney le 28 janvier 1972 à La Nouvelle-Orléans (Louisiane), est une juriste, professeure de droit et magistrate américaine.
Connue pour ses positions conservatrices, elle est nommée juge à la cour d'appel des États-Unis pour le septième circuit, sise à Chicago, en 2017. Trois ans plus tard, elle devient juge à la Cour suprême des États-Unis, à nouveau sur proposition du président Donald Trump, succédant à la progressiste Ruth Bader Ginsburg.

## Biographie

### Études
Amy Coney Barrett achève ses études secondaires en 1990 à La Nouvelle-Orléans. Elle étudie ensuite la littérature au Rhodes College pendant quatre ans et le droit pendant trois ans à l'université Notre-Dame-du-Lac. Elle est membre de la société étudiante Phi Beta Kappa lors de ses études.

### Début de carrière
Amy Coney Barrett travaille ensuite comme assistante de justice puis enseignante en droit. Elle fait partie à plusieurs reprises de la Federalist Society. Elle travaille notamment comme assistante du juge Antonin Scalia, épousant sa conception originaliste de la Constitution américaine,.

### Juge fédérale

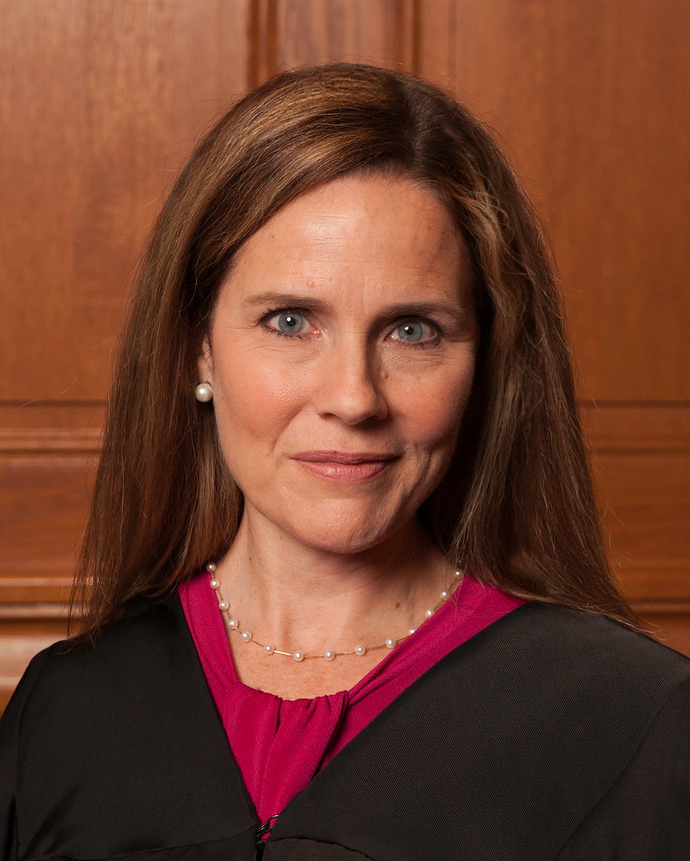
Portrait d'Amy Coney Barrett en 2018.

Amy Coney Barrett est nommée le 8 mai 2017 juge à la cour d'appel des États-Unis pour le septième circuit par le président Donald Trump, en remplacement de John Daniel Tinder.
Elle est confirmée par le Sénat le 31 octobre 2017 (55 voix pour et 43 contre) et prend ses fonctions le 2 novembre 2017. Peu de temps après sa confirmation à la cour d’appel, elle est ajoutée par Donald Trump à la liste des candidats potentiels pour siéger à la Cour suprême.
Fervente catholique, ses positions anti-avortement et sa proximité avec des groupes religieux tel People of Praise en font une candidate privilégiée pour les conservateurs. À l'inverse, la sénatrice démocrate Dianne Feinstein, connue pour ses positions progressistes, dénonce les idées d'Amy Coney Barret, les qualifiant de « dogmatisme religieux ».

### Juge à la Cour suprême
Le 26 septembre 2020, alors qu’elle était déjà pressentie pour remplacer Anthony Kennedy en 2018, Amy Coney Barrett est désignée par Donald Trump pour succéder à Ruth Bader Ginsburg, décédée une semaine plus tôt, à la Cour suprême.

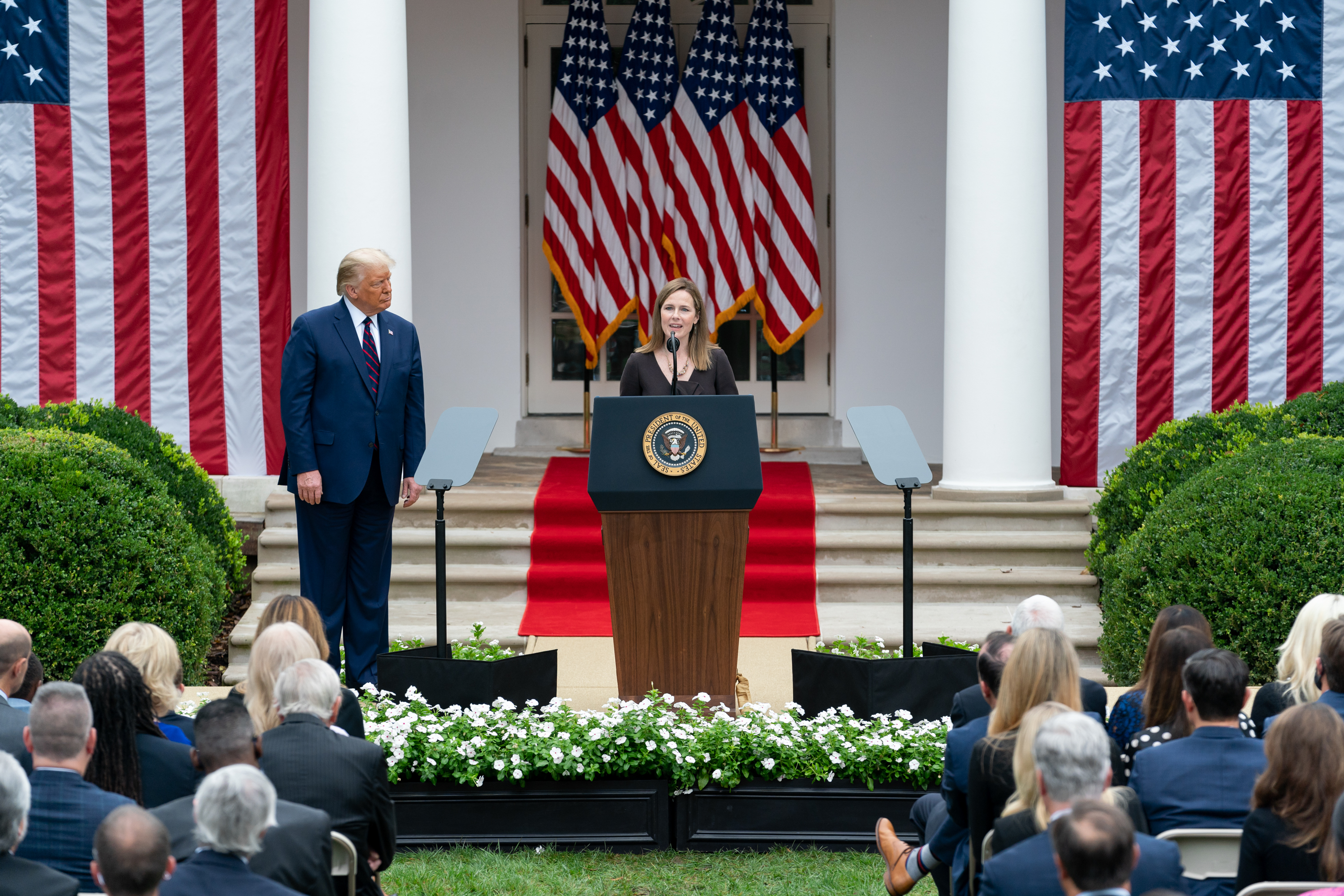
Amy Coney Barrett aux côtés du président Donald Trump à la Maison-Blanche, lors de sa désignation comme candidate à la Cour suprême. Cette présentation est à l'origine d'un cluster touchant le lieu.

Le débat autour de sa nomination revêt un caractère politique important en pleine campagne présidentielle et compte tenu du fait que la Cour suprême est amenée à se prononcer sur la question de l’avortement et de la protection sociale. En outre, les libéraux s'inquiètent de la perspective que l’orientation conservatrice de la Cour suprême soit renforcée (six sièges contre trois) et du relativement jeune âge d’Amy Coney Barrett — 48 ans, ce qui pourrait l’amener à siéger pendant plusieurs décennies, sa nomination étant à vie,.
Les démocrates dénoncent en particulier le refus, en 2016, du président de la commission judiciaire du Sénat, le républicain Lindsey Graham, d’examiner la nomination à la Cour suprême de Merrick Garland par Barack Obama, celui-ci estimant ne pas avoir à pourvoir un siège vacant durant la dernière année du mandat du président. L’aile gauche du parti appelle alors à l’augmentation du nombre de juges au sein de la juridiction en cas de victoire de Joe Biden à l’élection présidentielle de novembre, une proposition largement rejetée par l’opinion publique.
Les auditions d'Amy Coney Barrett commencent le 12 octobre 2020 devant la commission judiciaire du Sénat. Bien que personnellement opposée à l’avortement, elle refuse de prendre position sur le sujet et déclare qu’elle distingue ses « opinions religieuses, morales et personnelles » de son « devoir d’appliquer la loi en tant que juge ».
Dans un contexte politique fortement polarisé entre républicains et démocrates, l’institut de sondage Gallup indique que 51 % des Américains sont favorables à la nomination d’Amy Coney Barrett en remplacement de Ruth Bader Ginsburg, 46 % étant d'un avis contraire.
Le 26 octobre 2020, Amy Coney Barett est confirmée au Sénat par 52 voix pour et 48 contre, une seule sénatrice républicaine faisant défection. Elle effectue son premier serment le jour même, puis un second le lendemain, faisant ainsi son entrée au sein de la plus haute juridiction fédérale américaine.
Amy Coney Barrett est critiquée au sein de son parti parce que sa vision de la société l'a fait voter à plusieurs reprises avec les juges considérés comme progressistes. Elle a notamment voté contre les intérêts de Donald Trump dans l'affaire Stormy Daniels.

### Vie privée
Amy Coney Barrett est mariée à Jesse Barrett depuis 1999 et le couple a sept enfants, dont deux, une fille et un garçon plus jeune, ont été adoptés et sont originaires d'Haïti. Amy Coney Barrett et son mari ont en outre deux fils et trois filles biologiques. L'enfant biologique le plus jeune est un fils porteur de trisomie 21 dépistée au cours de la grossesse, et que ses parents ont souhaité garder. Amy Coney et Jesse Barrett sont tous deux catholiques pratiquants, proches du groupe religieux chrétien du renouveau charismatique People of Praise. Amy Coney Barrett n'a cependant jamais fait publiquement référence à son appartenance à ce groupe ; en revanche, son père en est un membre actif.

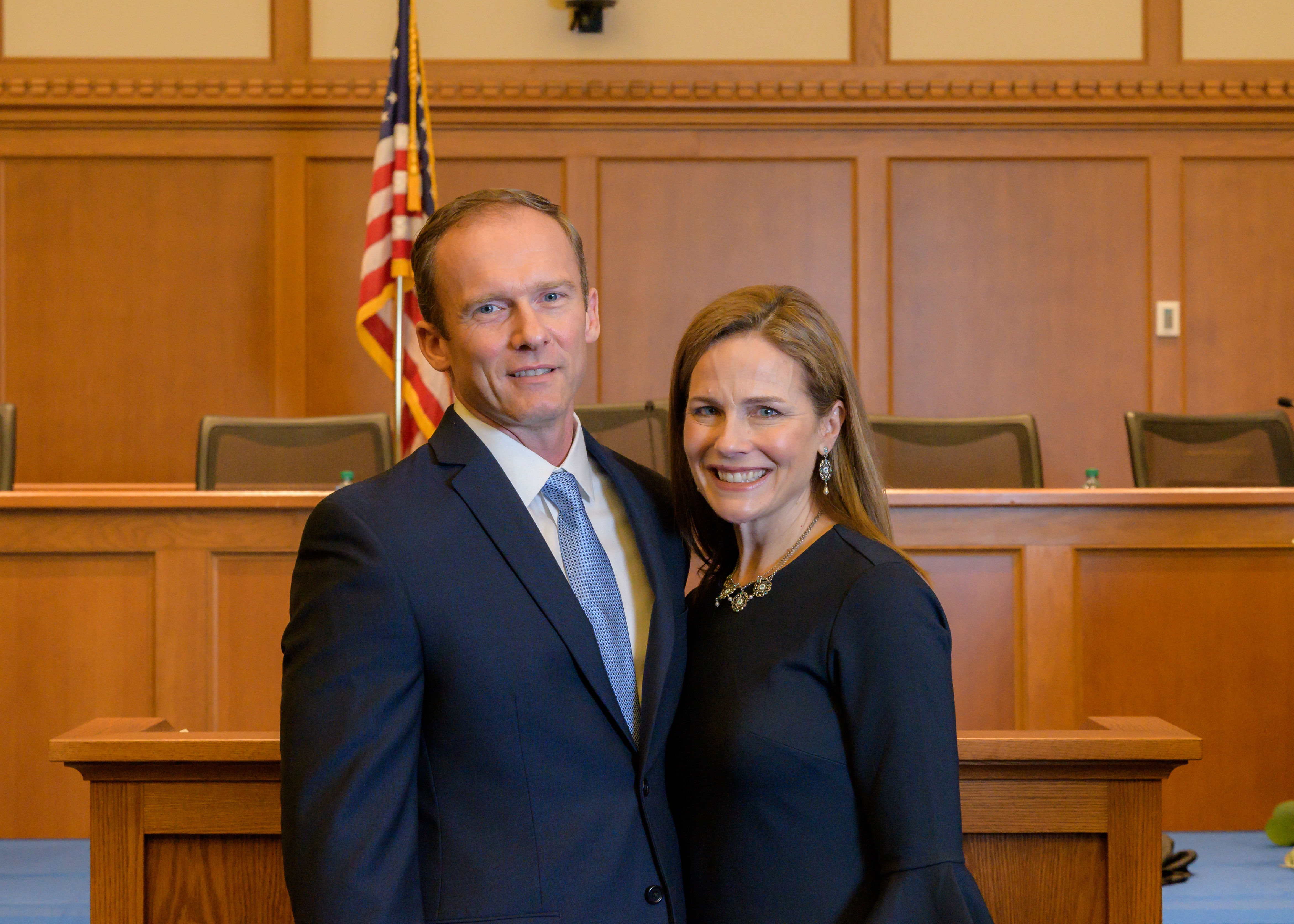
Amy Coney Barrett et son mari en 2018.
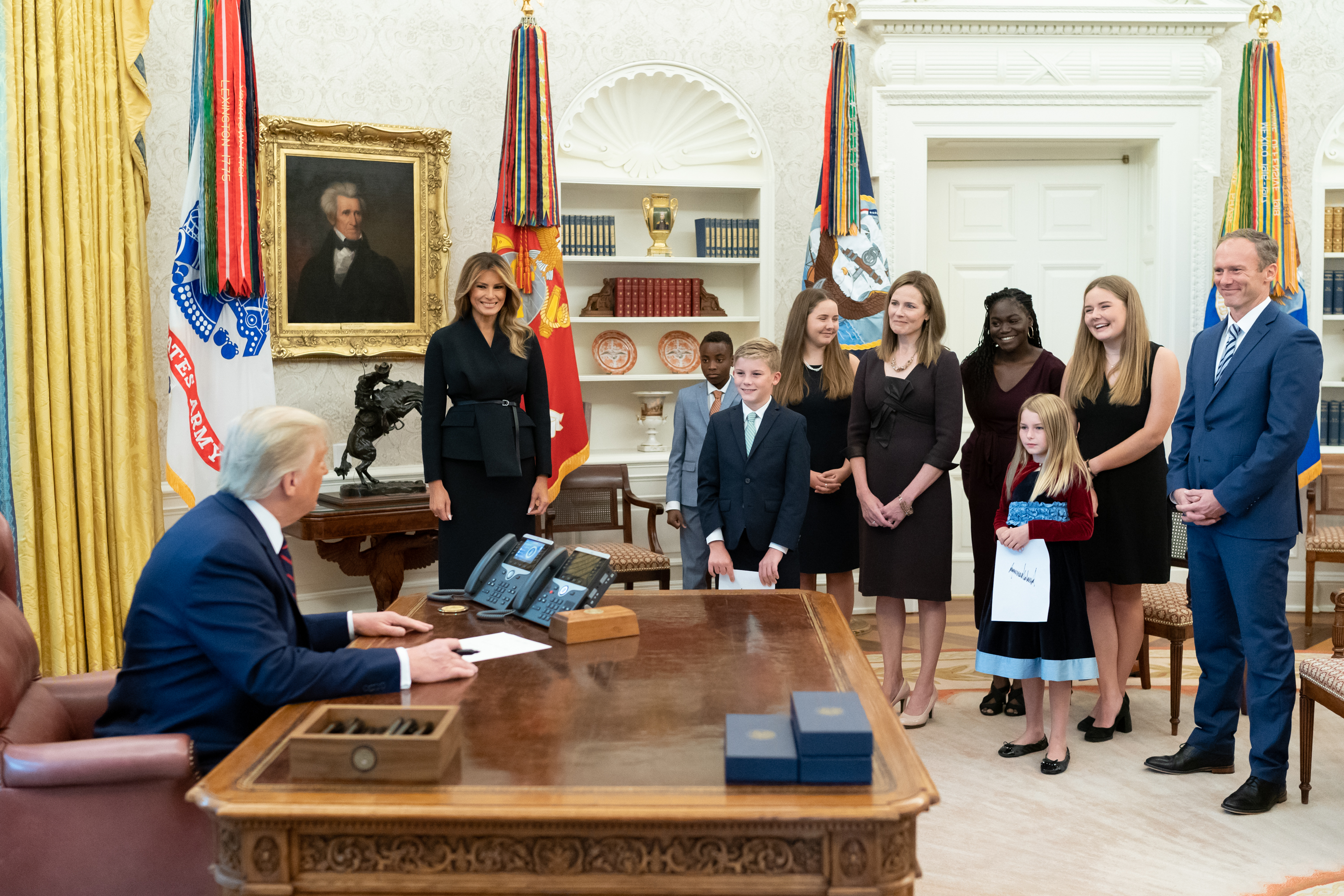
Amy Coney Barrett et sa famille (à l'exception de son plus jeune fils) dans le Bureau ovale (2020), en présence de Donald et Melania Trump.